# Harry Chapin

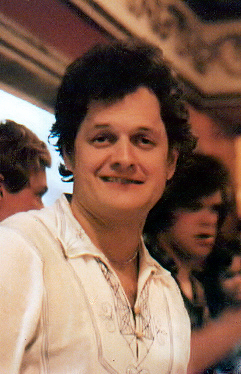
Harry Chapin (1978)

Harry Forster Chapin (* 7. Dezember 1942 in New York City; † 16. Juli 1981 in Jericho, New York) war ein US-amerikanischer Sänger, Songschreiber und Regisseur.

## Leben
Chapin schrieb und inszenierte 1968 den Dokumentarfilm Legendary Champions über Schwergewichtskämpfe im Boxen zwischen 1889 und 1929. Der Film wurde im Jahr darauf für den Oscar als bester Dokumentarfilm nominiert.
Nachdem Chapin, Sohn des Schlagzeugers Jim Chapin, bereits in seiner Jugend in verschiedenen Bands gespielt hatte (u. a. zusammen mit seinen Brüdern Tom und Stephen), erhielt er 1972 einen Schallplattenvertrag von Elektra Records und veröffentlichte das Album Heads and Tales, das Platz 60 der Billboard-LP-Charts erreichte. Der daraus ausgekoppelte Song Taxi erreichte Platz 24 der Hitparade und war sein erster Singlehit. Taxi erzählt die Geschichte eines heruntergekommenen und drogenabhängigen Taxifahrers, der zufällig seine ehemalige Geliebte chauffiert, die er seit Jahren nicht gesehen hat. 1972 folgte noch der kleinere Hit Sunday Morning Sunshine, der Platz 75 erreichte.
Sein erfolgreichstes Jahr war 1974, in dem er zunächst mit WOLD auf Platz 36 der Singlecharts kam. In dem Lied ruft ein Discjockey, der vor Jahren seine Familie verlassen hatte, seine Frau an, schildert, was er in den Jahren der Trennung beruflich erlebt hat. Im Laufe des Telefonats muss er feststellen, dass eine Rückkehr für ihn nicht mehr möglich ist. Von der vierten bei Elektra erschienenen LP Verities & Balderdash stammt der Hit  Cat’s in the Cradle, der ein Millionenseller wurde und es im Dezember 1974 auf Platz 1 der amerikanischen Hitparade schaffte. Das Lied beschreibt die Geschichte eines Mannes, der nie Zeit für seinen Sohn hatte und nun, nachdem er alt geworden ist und der Sohn aus dem Hause ist, selber von diesem vernachlässigt wird.
Die nachfolgenden Singles konnten den Erfolg von Cat’s in the Cradle nicht wiederholen: 1975 erreichte I Wanna Learn a Lovesong Platz 44, 1976 Better Place to Be Platz 86 und 1980 Sequel, die „Fortsetzung“ seines Songs Taxi, Platz 23. Chapins Songs erzählen meist Geschichten von Menschen, die zu den Verlierern in der Gesellschaft gehören. Häufig erwecken die Texte den Eindruck, sie seien Erzählprosa, zu der Musik geschrieben wurde. Er charakterisierte seine Balladen einmal als „Geschichten über gewöhnliche Menschen und kosmische Momente in ihren nichtkosmischen Leben“.

## Tod
Am 16. Juli 1981 war Chapin auf dem Long Island Expressway unterwegs zu einem Konzert im Eisenhower Park in Nassau County, als ein LKW auf seinen Wagen auffuhr. Chapin konnte aus dem Wrack gezogen werden, bevor es in Flammen aufging, und wurde mit einem Rettungshubschrauber in ein Krankenhaus geflogen. Nach vergeblichen Wiederbelebungsversuchen gab ein Sprecher des Nassau County Medical Center bekannt, dass Chapin infolge eines Herzinfarkts im Alter von 38 Jahren gestorben sei. Es konnte nicht geklärt werden, ob sich der Infarkt vor oder nach dem Unfall ereignet hatte. Harry Chapin wurde auf dem Huntington Rural Cemetery in Huntington beigesetzt. Die Worte seiner Grabinschrift sind Auszüge aus seinem Song I Wonder What Would Happen to This World.

## Ehrungen und Rezeption
Chapin hatte jedes Jahr Dutzende von Konzerten für die Welthungerhilfe gegeben, wobei er von den Einnahmen dieser Konzerte den größten Teil an diese Organisation abgab.
Wegen seines Engagements fand 1986 im Repräsentantenhaus der USA eine Diskussion statt, ob man nicht Chapins Einsatz zur Bekämpfung des weltweiten Hungers postum durch einen Orden der USA ehren solle. Nachdem sich Bill Ayres, der Vorsitzende der Welthungerhilfe, Marty Rogol, der Vorsitzende der Organisation USA for Africa, und zahlreiche Abgeordnete positiv zu diesem Antrag geäußert hatten, wurde mit einem Gesetz vom 1. Mai 1986 beschlossen, Chapin mit einem Orden der USA für sein Engagement zur Bekämpfung des Hungers zu ehren.
Am 16. Juli 1991 fand zehn Jahre nach seinem Tod im Kongress der Vereinigten Staaten ein Gedenken an ihn statt. Tim Johnson, Abgeordneter aus South Dakota, hielt unter dem Tagesordnungspunkt Tribute to Harry Chapin eine Rede zu Ehren des Verstorbenen und würdigte dessen humanitäres Engagement.
Der amerikanische Rockmusiker Bruce Springsteen hielt 1987 eine Laudatio zu Chapins 45. Geburtstag in der Carnegie Hall in New York und steuerte für den 1990 bei Relativity Records erschienenen Sampler Harry Chapin Tribute eine Neuauflage des Chapin-Songs Remember When the Music bei. Es gibt ebenfalls zahlreiche Neuaufnahmen des Chapin-Hits Cat’s in the Cradle, beispielsweise 1989 von Johnny Cash oder 1995 von Ricky Skaggs – die erfolgreichste Coverversion war die der Band Ugly Kid Joe aus dem Jahre 1993, die Platz 6 der Billboard-Charts erreichte.

## Alben 1972–1980
Auswahlkriterium: Alle zu Harry Chapins Lebzeiten in den USA veröffentlichten Originalalben. Quellenangabe: Die Informationen wurden, sofern nicht durch eine Anmerkung eine andere Quelle angegeben ist, den Albencovern bzw. den den Alben beiliegenden Informationsbroschüren entnommen.

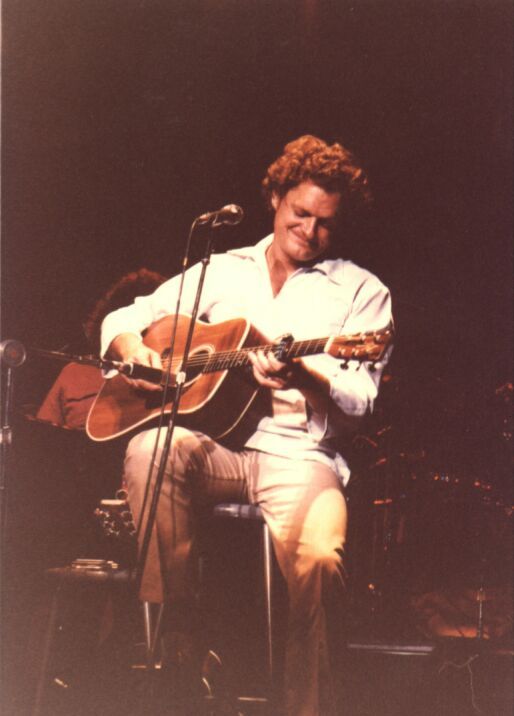
Harry Chapin (1980)

### 1972: Heads & Tales
Text und Musik: Harry Chapin – Besetzung: Harry Chapin (Gesang, akustische Gitarre), Ron Palmer (Elektrogitarre, Hintergrundgesang), Tim Scott (Cello), John Wallace (Bass, Hintergrundgesang), Steve Chapin (Keyboard), Russ Kunkel (Schlagzeug) – Arrangement: Fred Kewley – Aufnahme: Elektra Sound Recorder’s Studio A, Los Angeles, California; Toningenieur: Bruce Morgan – Produzent: Jac Holzman
- A-Seite: HEADS – Could You Put Your Light on, Please (4:30), Greyhound (5:45), Everybody’s Lonely (4:07), Sometime, Somewhere Wife (4:58), Empty (2:57)
- B-Seite: TALES – Taxi (6:44), Any Old Kind of Day (4:56), Dogtown (7:30), Same Sad Singer (4:12)
- Katalognummer: US = Elektra EKS-75023 – GB (e 1976) = Elektra K 42107
- US-LP Charts = # 60[7]

Von Robert Christgau wurde das Album sehr kritisch beurteilt, er bemängelte die übertriebene Ernsthaftigkeit, mit der auf diesem Album verflossene Liebe thematisiert werde. Ben Gerson wirft in seiner Kritik des Albums im Rolling Stone Chapin vor, dieser proletarisiere im Song Taxi die Tätigkeit des Taxifahrens und habe nur die Intention, das Leben ruhmvoller Proletarier zu schildern, um deutlich zu machen: „Harry Chapin is pop’s most recent manifestation of radical chic.“

### 1972:Sniper and Other Love Songs
Text und Musik: Harry Chapin – Besetzung: Harry Chapin (Gesang, akustische Gitarre), Ron Palmer (Elektrogitarre, Hintergrundgesang), Tim Scott (Cello), John Wallace (Bass, Hintergrundgesang) – Produzent: Fred Kewley
- A-Seite: Sunday Morning Sunshine (3:30), Sniper (9:50), And the Baby Never Cries (5:00), Burning Herself (3:45)
- B-Seite: Barefoot Boy (2:30), Better Place to Be (7:35), Circle (3:20), Woman Child (5:15), Winter Song (2:30)
- Katalognummer: US = Elektra EKS-75042 – GB (e 1976) = Elektra K 42125

### 1973:Short Stories
Text und Musik: Harry Chapin – Besetzung: Harry Chapin (Gesang, akustische Gitarre), Ron Palmer (Elektrogitarre, Gesang), Michael Masters (Cello), John Wallace (Bass, Gesang), Buddy Salzman, Bobby Carlin und Jim Chapin (Schlagzeug), Dave Armstrong (Mundharmonika), Jeanne French, Tommi Lee Bradley, Rob White, Jeb Hart (Hintergrundgesang), Orchester Irving Spice – Aufnahme: Connecticut Recording Studios in Bridgeport, Conn. – Arrangeur und Produzent: Paul Leka
- A-Seite: Short Stories (4:35), WOLD (5:15), Song for Myself (5:00), Song Man (3:13), Changes (4:32)
- B-Seite: They Call Her Easy (4:03), Mr. Tanner (5:08), Mail Order Annie (4:52), There’s a Lot of Lonely People Tonight (3:39), Old College Avenue (4:25)
- Katalognummer: US = Elektra EKS-75065 – GB (e 1976) = Elektra K 42155
- US-LP Charts = # 61

In seiner Beurteilung des Albums meint Robert Christgau, Chapin habe ein Problem, er wolle Lieder über das Schicksal „realer Menschen“ schreiben, aber er träfe kaum „reale Menschen“, wisse also nichts von deren Leben. Auch die zum Teil krampfhaften Versuche des Reimens kritisierte Christgau ebenso wie zum Teil sachliche Fehler in WOLD, darüber hinaus seien die Lieder oft sehr langatmig.
Aus dem Album wurde der Titel WOLD als Single ausgekoppelt. Sie wurde im Januar 1974 erstmals in den US-Singles-Charts notiert, erreichte Platz 36 und blieb 13 Wochen unter den Hot 100. Der Inhalt des Songs ist ein Dialog in einem Telefongespräch des Lyrischen Ichs mit seiner Frau, wobei nur die Redeanteile des Ichs wiedergegeben werden. Nach Jahren der Trennung ruft er seine Frau an, um sie zu fragen, was sie gedacht habe, als sie ihn wieder im Radio hörte, und wie die Kinder darauf reagiert hätten, ihren Vater im Radio zu hören. Vor Jahren hatte er seine Familie verlassen, um eine Karriere als Discjockey zu machen. Nach wechselnden Engagements bekam er nun, inzwischen alkoholabhängig und längst kein Star der Musikbranche mehr, eine Anstellung bei dem Regionalsender seiner ursprünglichen Heimat. Als er über das Telefongespräch austestet, ob er zu seiner Familie zurückkehren könne, erfährt er, dass seine Frau längst einen anderen Lebenspartner hat. Ihm bleibt nichts anderes übrig, als sich abschließend in seine Lebenslüge zu flüchten: „Sure, old girl, I understand – don’t have to worry: I’m such a happy man“.
Song for Myself ist Chapins Abgesang an die Protestsong- und Hippiebewegung der 1960er Jahre und gleichzeitig ein Aufruf, eine neue politische Liedkultur zu entwickeln. Dies sei ein Song für ihn selbst, man müsse nicht zuhören. Seit er seine Frau habe, mache er sich Sorgen um die Zukunft. Antworten in Liedern wie Blowin’ in the Wind glaube er schon lange nicht mehr, auch nicht, dass ein bisschen mehr Liebe alle Probleme dieser Welt beenden werde. Er könne nur noch an das glauben, was er selbst tue – und das sei, ein ganz klein wenig Gutes zu tun für die, die ihm am Herzen lägen. Seit 1963 habe niemand mehr einen Protestsong geschrieben und alle sängen nur noch Let It Be. Seine Generation solle mehr sagen, sich äußern zu den Problemen dieser Welt und nicht nur lächelnd in der Ecke sitzen und zuschauen, wie sich die Erde dreht.
In seinem Song Changes reflektiert Chapin – vor dem Hintergrund des Vietnamkrieges – ausgehend von dem Erlebnis, dass er den Sänger, der ihn motiviert hatte, ebenfalls Sänger zu werden, in einem Café vor dreizehn Leuten musizieren sieht, das Thema Veränderungen. Er kommt zu dem Schluss, dass sich nicht die ihn umgebende Welt verändert habe, sondern die Veränderungen in den Köpfen der Menschen stattgefunden hätten. Er nimmt sich als Beispiel: Als Pilot der US Air Force sei er damals bereit gewesen, sein Leben für die Träume Amerikas zu opfern, heute sei er noch nicht einmal bereit, eine Straße zu überqueren, um den USA zu helfen, weiter in ihrer Lügenwelt leben zu können.
Mr. Tanner ist der Betreiber einer Reinigung in Dayton (Ohio). Er hat einen voluminös klingenden Bariton und singt sehr gern. Seine Freunde überreden ihn, nach New York zu fahren, um dort Konzerte zu geben. Er kratzt seine Ersparnisse zusammen, fährt nach New York und es gelingt ihm tatsächlich, ein Konzert zu geben. Die Urteile der New Yorker Musikkritiker sind jedoch vernichtend, so dass er frustriert nach Dayton zurückfährt. Auf die Fragen seiner Freunde, wie es in New York gewesen sei, antwortet er nicht und singt auch nie mehr vor Publikum, nur noch nachts, wenn die Reinigung geschlossen ist, beim Zusammenlegen der Wäsche singt er – und das Singen macht ihm Spaß. Chapin wurde durch Konzertkritiken in der New York Times zu diesem Song inspiriert, wobei sich die Kritiken auf zwei Auftritte von Martin Tubridy 1971 und 1972 bezogen.
Der Song Mail Order Annie erzählt die Geschichte eines Paares, das sich über Kontaktanzeigen kennengelernt hat. Annie fährt mit dem Zug in eine gottverlassene Gegend, um ihren zukünftigen Ehemann Harry zu treffen, den sie persönlich noch gar nicht kennt. Am Bahnhof holt Harry sie ab. Als sie ihre Situation erkennt, beginnt sie zu weinen. Harry versucht sie zu trösten mit den Worten: „Du bist nicht so hübsch, wie ich mir das vorgestellt habe, aber Aussehen spielt hier draußen keine Rolle.“ Hier draußen in der Ödnis gäbe es kaum Nachbarn, letztlich nur sie, ihn und Gott. Er sei nur ein dreckiger Kerl aus der Prärie Nord-Dakotas, aber sie auch nur eine Frau, die von der Großstadt ausgespuckt worden sei – man solle jetzt gemeinsam in das zukünftige Zuhause gehen.
There’s a Lot of Lonely People Tonight ist der Monolog eines Lyrischen Ichs an seine Freundin. Er sei einsam an diesem Abend, sie aber auch, und es gebe viele einsame Menschen in dieser Nacht. Er wisse nicht, ob sie beide den gleichen alten Traum oder die gleiche alte Lüge teilen würden, aber eins wisse er, die gemeinsame Zeit mit ihr werde auch irgendwann vorbei sein. Sie könne sich mit ihm treffen, wo und wann immer sie wolle, solle aber nie in seinen Träumen auftauchen. Heute könne sie zu ihm kommen, denn er wolle nicht schon wieder allein schlafen.
Das Lied Old College Avenue erzählt die melancholische Geschichte eines Mannes, der nach Jahren in seine ehemalige Universitätsstadt zurückfährt auf der Suche nach seiner Vergangenheit. Er wählt einen regnerischen Herbsttag, denn im Herbst hat er seine große Liebe kennengelernt. Er sucht das Haus, in dem sie gewohnt haben, sieht von der Straße aus das Fenster der kleinen Einzimmerwohnung, in denen sie ein glückliches halbes Jahr miteinander gelebt haben. In dem Jahr sei der Sommer nicht gekommen, denn sie habe ihn verlassen, um den Sommer zu suchen. Bei allem zeitlichen und räumlichen Abstand, den der Protagonist hat, muss er sich eingestehen, dass diese Erinnerung an sie ihm immer bleiben werde. Der Song endet mit der etwas theatralischen Zusammenfassung: Sie habe damals seine Zukunft mit sich genommen und ihm ihre Vergangenheit zurückgelassen.

### 1974:Verities and Balderdash
Text und Musik: Harry Chapin, mit Ausnahme von Cat’s in the Cradle von Sandy und Harry Chapin – Besetzung: Harry Chapin (Gesang, akustische Gitarre), Ron Palmer (Elektrogitarre, Gesang), Michael Masters (Cello), John Wallace (Bass, Gesang) – Arrangeur und Produzent: Paul Leka
- A-Seite: Cat’s in the Cradle (3:44), I Wanna Learn a Lovesong (4:19), Shooting Star (4:02), 30.000 Pounds of Bananas (5:45), She Sings Songs Without Words (3:31)
- B-Seite: What Made America Famous? (6:53), Vacancy (4:00), Halfway to Heaven (6:10), Six String Orchestra (5:25)
- Katalognummer: Elektra 7E-1012

### 1975:Portrait Gallery

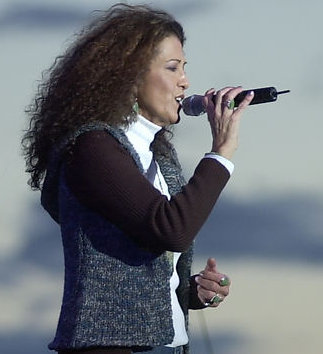
Rita Coolidge sang mit Kris Kristofferson auf dem Album Portrait Gallery

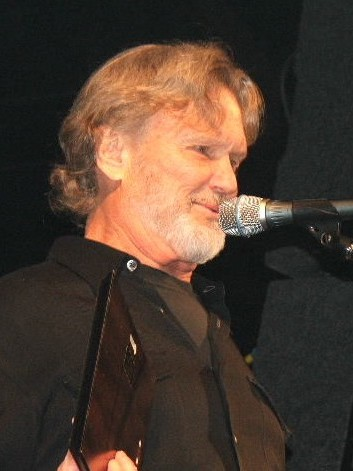
Kris Kristofferson

Text und Musik: Harry Chapin, mit Ausnahme von Tangled up Puppet von Sandy und Harry Chapin – Arrangeur und Produzent: Paul Leka
- A-Seite: Dreams Go by (4:44), Tangled up Puppy (3:42), Star Tripper (4:17), Babysitter (4:34), Someone Keeps Calling My Name (6:21)
- B-Seite: The Rock (4:15), Sandy (2:47), Dirt Gets Under the Fingernails (3:45), Bummer (9:57), Stop Singing These Sad Songs (2:53)
- Katalognummer: Elektra 7E-1041

Sandy ist ein Liebeslied, das Chapin für seine Ehefrau Sandy schrieb. In den ersten beiden Strophen thematisiert Chapin, häufig unter Verwendung von Metaphern aus der Natur, was seine Frau ihm bedeute. In der dritten Strophe begründet er die Bedeutung, die seine Frau für ihn habe, damit, dass sie sein Spiegel sei, das Geheimnis all dessen besitze, was Wildheit und Freiheit ist. In seiner Frau sehe er die Welt, weil sie für ihn die Welt bedeute.
Stop Singing These Sad Songs besteht inhaltlich aus zwei Teilen. Im ersten Teil wird das Lyrische Ich aufgefordert, es möge aufhören, diese traurigen Lieder zu schreiben, es möge von den guten Zeiten erzählen. Die kalte und harte Wahrheit habe man schon viel zu häufig gehört und die alten herzbrechenden, traurigen Lieder wolle man nicht mehr hören. Im zweiten Teil antwortet es, dass man doch einfach nicht auf seine Texte achten solle, Reime seien bei ihm sowieso Zufall. Eigentlich wolle es nur helfen, Lasten zu tragen, aber jedes Mal müsse es lächeln, wenn es sehe, wie sein Gegenüber Meile um Meile glücklich die Straße hinunterhüpfe.

### 1976:Greatest Stories – Live
(Doppelalbum) – Text und Musik: Harry Chapin, mit Ausnahme von Saturday Morning von Tom Chapin, Let the Time Go Lightly von Stephen Chapin und Cat’s in the Cradle von Sandy und Harry Chapin
Aufnahme der Livesongs: 7. und 8. November 1975 im Civic Auditorium in San Diego, California, und am 9. November 1975 im Community Theater in Berkeley, California. – Besetzung: Harry Chapin (Gesang, akustische Gitarre), Stephen Chapin (Piano, Synthesizer, Hintergrundgesang), Tom Chapin (akustische und elektrische Gitarre, Banjo, Hintergrundgesang), John Wallace (Bass, Hintergrundgesang), Mike Masters (Cello), Doug Walker (Leadgitarre), Howie Fields (Schlagzeug) – Aufnahme: Wally Heider Recording, Toningenieur: Ken Caillat – Produzenten: Stephen Chapin und Fred Kewley
Studioaufnahme der Songs She Is Always Seventeen, Love Is Just Another Word und The Shortest Story: Sommer 1975 – Besetzung: Harry Chapin (Gesang, akustische Gitarre), Stephen Chapin (Piano), Mike Masters (Cello), Alan Schwartzberg (Schlagzeug), John Tropea (Elektrogitarre), Don Payne (Bass), Tim Moore (Piano), Paul Leka (Piano), Bob Springer (Congas), Ron Bacchiocchi (Synthesizer); John Wallace, Christine Faith, George Simms, Dave Kondziela, Frank Simms, Mary Mundy, Betse Wagner, Sue White, Kathy Ramos (Hintergrundgesang) – Arrangeur und Produzent: Paul Leka
- 1. Seite: Dreams Go by (4:43), WOLD (4:46), Saturday Morning (3:01), I Wanna Learn a Love Song (4:52)
- 2. Seite: Mr. Tanner (4:45), A Better Place to Be (9:17), Let Time Go Lightly (4:34)
- 3. Seite: Cat’s in the Cradle (3:51), Taxi (6:37), Circle (6:54)
- 4. Seite: 30.000 Pounds of Bananas (10:45), She’s Always Seventeen (4:19), Love Is Just Another Word (4:37), The Shortest Story (2:27)
- Katalognummer: Elektra 7E-2009

### 1976:On the Road to Kingdom Come
Text und Musik: Harry Chapin – Besetzung: Harry Chapin (Gesang, akustische Gitarre), Stephen Chapin (Keyboard, Gesang), Ron Evanuik (Cello), Howie Fields (Schlagzeug), John Wallace (Bass, Gesang), Doug Walker (Gitarre, Gesang), Bobbye Hall (Percussion); Carolyn Dennis, Donna Fein, Muffy Hendrix, Sharon Hendrix (Gesang) – Toningenieur: Robert Ludwig – Produzent: Stephen Chapin
- A-Seite: On the Road to Kingdom Come (5:28), The Parade’s Still Passing By (3:23), The Mayor of Condor Lied (8:21), Laugh Man (3:31)
- B-Seite: Corey’s Coming (5:38), If My Mary Were Here (3:36), Fall in Love with Him (3:50), Caroline (3:38), Roll Down the River (4:26)
- Katalognummer: Elektra 7E-1082

Corey’s Coming ist die Geschichte eines Bahnwärters, der Freundschaft mit dem jugendlichen Icherzähler der Geschichte schließt. Immer wieder erzählt der Bahnwärter dem lyrischen Ich von Corey, dass sie eines Tages kommen werde, dass dann alles gut sein werde, er dann glücklich sein werde, wenn seine Corey komme. Irgendwann stirbt der Bahnwärter, und der Ich-Erzähler besucht in freundschaftlicher Verbundenheit mit dem Bahnwärter regelmäßig dessen Grab. Eines Tages trifft er an dem Grab eine alte Frau, als der Ich-Erzähler sie fragt, warum sie Blumen auf das Grab lege, antwortet sie, dass sie Corey sei, einfach nur eine Bekannte und Freundin des Verstorbenen.

### 1977:Dance Band on the Titanic
(Doppelalbum) – Text und Musik: Harry Chapin, mit Ausnahme von I Do It for You Jane von Sandy und Harry Chapin und One Light in a Dark Valley von Kenneth Burke (Chapins Großvater) – Besetzung: Harry Chapin (Gesang, akustische Gitarre), Stephen Chapin (Keyboard, Gesang), John Wallace (Bass, Gesang), Dough Walker (Gitarre), Howie Fields (Schlagzeug), Kim Scholes (Cello)- Aufnahme: Secret Sound Studios, New York – Arrangeur und Produzent: Stephen Chapin
- 1. Seite: Dance Band on the Titanic (5:11), Why Sould People Stay the Same (4:44), My Old Lady (3:48), We Grew Up a Little Bit (5:07)
- 2. Seite: Bluesman (5:12), Country Dreams (4:44), I Do It for You, Jane (5:04), I Wonder What Happened to Him (4:06)
- 3. Seite: Paint a Picture of Yourself (Michael) (3:49), Mismatch (4:57), Mercenaries (5:40), Manhood (3:46)
- 4. Seite: One Light in a Dark Valley (3:21), There Only Was One Choice (14:06)
- Katalognummer: Elektra 9 E-301

1977 veröffentlicht Chapin das Konzeptalbum Dance Band on the Titanic, in dem er den Topos des Untergangs thematisiert. Fast zeitgleich und unabhängig voneinander erscheint das Versepos Untergang der Titanic von Hans Magnus Enzensberger, in dem dieser den Untergang im Kopf thematisiert, die Erkenntnis der Sinnlosigkeit politischer Lyrik. Trotz aller Sinnlosigkeit seines Tuns stellt das lyrische Ich im abschließenden Gesang fest, dass es weitermache müsse – auch im Wissen um die Sinnlosigkeit seines Tuns.
In dem abschließenden Song There Was Only One Choice reflektiert Chapin seinen politischen und musikalischen Werdegang, um abschließend festzustellen, dass er keine andere Möglichkeit gehabt habe, das Bewusstsein der Bevölkerung in den USA zu ändern, als durch das Schreiben politischer Lieder.
In dem Titelsong Dance Band on the Titanic thematisiert Chapin den Topos des Untergangs am Beispiel der Titanic. Er erzählt als lyrisches Ich die Geschichte eines jungen Musikers, der ein Engagement in der Tanzkapelle der Titanic erhalten hat. Ängsten seiner Mutter begegnet dieser mit der Bemerkung, nicht einmal Gott könne dieses Schiff versenken. Dieser Glaube an die Allmacht der Technik gegenüber der Natur taucht wiederholt in dem Lied auf, etwa als ein junger Mann glaubt, mit der Morsetaste eine Nachricht an Gott übermitteln zu können. In Abwandlung des Topos vom Tanz auf dem Vulkan wird der Augenblick der Katastrophe geschildert, dass man im Ballsaal tanze, da zwar überall um das Schiff Eisberge seien, eine Katastrophe aber gar nicht passieren könne. Nach dem Zusammenprall mit dem Eisberg fordert der Schiffsgeistliche, dass Frauen, Kinder und Geistliche zuerst in die Rettungsboote dürften. Bald sind alle Rettungsboote besetzt, nur die Musiker finden keinen Platz mehr. Als das Schiff sinkt, spielt die Tanzkapelle weiter, als letztes Lied vor dem Untergang des Schiffes und ihres eigenen Untergangs spielt sie Nearer My God to Thee.
Country Dreams erzählt die Geschichte eines verlorenen Jugendtraums. Der Protagonist arbeitet mit vierzig anderen Telefonisten bei einer Grundstücksvermarktungsfirma und versucht am Telefon Interessenten für Grundstücke im Grüngürtel um New York zu gewinnen. Früher hatten seine Frau und er davon geträumt, auf einer kleinen Farm auf dem Land zu leben. Seine Frau, inzwischen Lehrerin, hasst ihn für seine Tätigkeit, möchte, dass er seinen Job aufgibt, weil er jene ländliche Idylle, in der beide immer träumten zu leben, an Bauinteressenten verkauft. Er findet aber keinen anderen Job. Seine Bitte an seine Frau am Ende des Songs drückt seine Hilflosigkeit aus: Es werde alles gut werden, er wisse, dass er schon vor längerer Zeit versprochen habe, den Job zu kündigen – aber: sie möge ihm noch ein bisschen mehr Zeit geben.
I Do It for You Jane handelt von dem Scheitern einer Musikerehe. Ein junger Musiker hört in einem Club eine Sängerin und verliebt sich in sie. In den folgenden beiden Jahren wird er erfolgreich, ein Star. Nach einiger Zeit heiraten die beiden. Er kauft seiner Frau Häuser in New York, London und Malibu, ist selbst ständig auf Tourneen unterwegs. Als die beiden ein Kind bekommen, gibt die Frau ihre Karriere als Sängerin auf und kümmert sich um das Kind. Er jedoch lebt weiterhin das Leben eines erfolgreichen Musikstars, weil Erfolg den Hunger auf mehr weckt. Er ist kaum zu Hause, die beiden entfremden sich. Im Refrain bekräftigt er, dass es alles nur für sie tue. Im Schlussvers fragt er seine Frau Jane, wo sie nun sei.

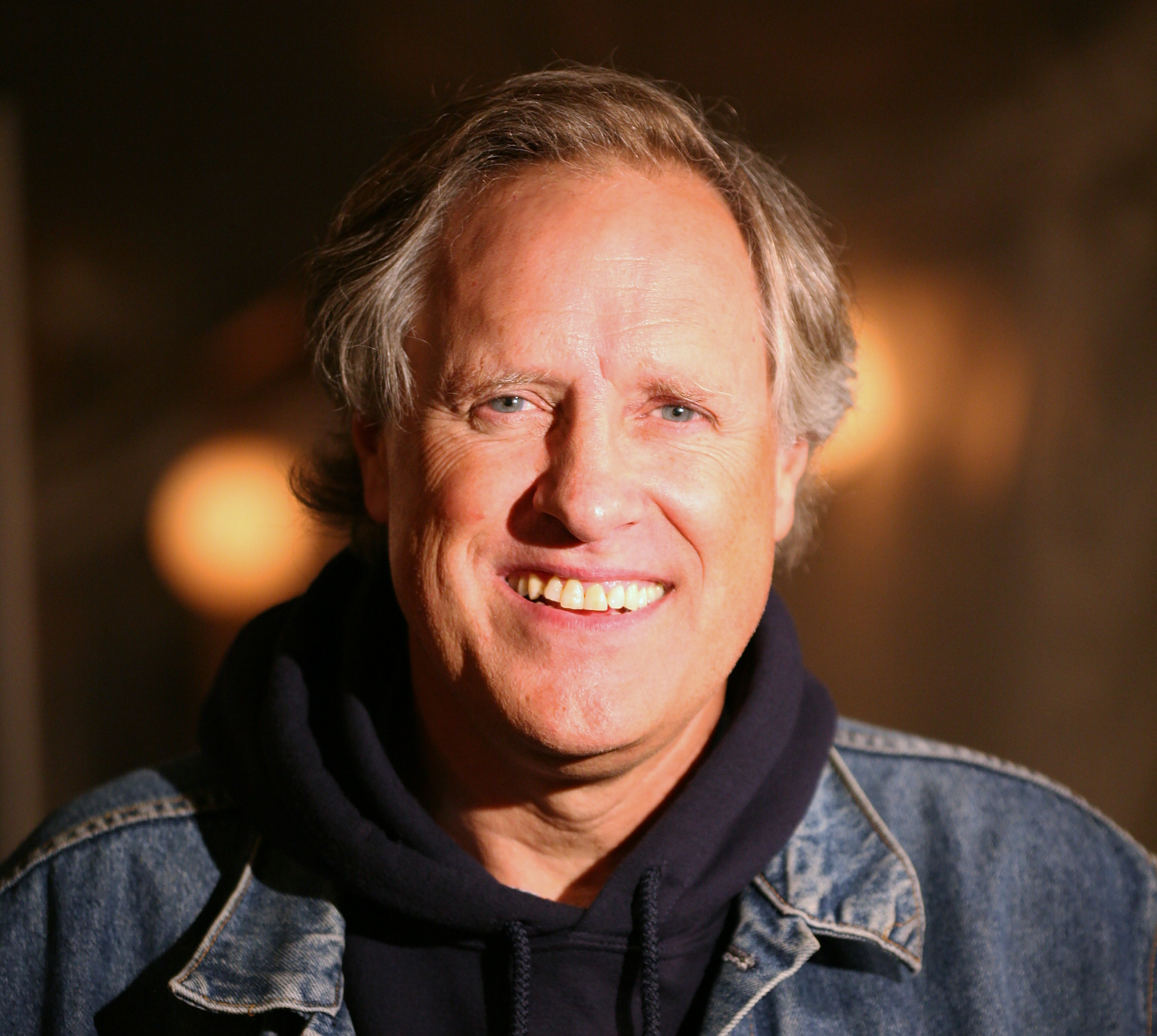
Harrys Bruder Tom Chapin, der auf Living Room Suite mitwirkte

### 1978:Living Room Suite
Text und Musik: Harry Chapin – Besetzung: Harry Chapin (Gesang, akustische Gitarre), Stephen Chapin (Keyboards), John Wallace (Bass, Gesang), Dough Walker (Leadgitarre), Kim Scholes (Cello), Howie Fields (Schlagzeug), Tom Chapin (Gitarre, Banjo) – Aufnahme: Secret Sound Studios, New York, Toningenieure: Jack Malken und Michael Barry – Arrangeur: Stephen Chapin – Produzent: Chuck Plotkin
- A-Seite: Dancin’ Boy (3:40), If You Want to Feel (5:03), Poor Damned Fool (4:35), I Wonder What Would Happen to This World (3:28), Jenny (4:45)
- B-Seite: It Seems You Only Love Me When It Rains (4:41), Why Do Little Girls (5:03), Flowers Are Red (4:28), Somebody Said (5:13)

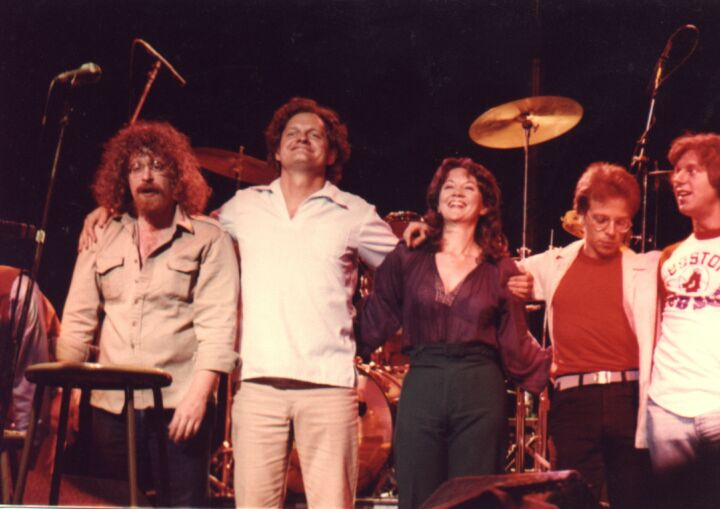
Harry Chapin mit John Wallace (links) und Yvonne Cable (rechts) (1980)

- Katalognummer: Elektra 6 E-142

### 1980:Sequel
Text und Musik: Harry Chapin – Besetzung: Harry Chapin (Gesang, akustische Gitarre), Stephen Chapin (Keyboard), John Wallace (Bass, Hintergrundgesang), Dough Walker (Gitarre, Hintergrundgesang), Howie Fields (Schlagzeug), Yvonne Cable (Cello), Joe Lala (Percussion); Rhodes, Chalmers & Rhodes (Hintergrundgesang) – Aufnahme: Criteria Recording Studios, Miami, Florida, Toningenieure: Don Gehman und Chuck Kirkpatrick; Nimbus 9 Recording Studios, Toronto, Kanada, Toningenieure: Jim Frank und Rick Hrycyna – Geigen und Bläser arrangiert und dirigiert von Mike Lewis – Produzenten: Howard Albert und Ron Albert für die Produktionsfirma Fat Albert Production Inc.
- A-Seite: Sequel (6:35), I Miss America (5:20), Story of a Life (5:15), Remember When the Music (3:50)
- B-Seite: Up on the Shell (3:50), Salt and Pepper (4:15), God Babe, You’ve Been Good for Me (3:20), Northwest 222 (3:45), Finally Found It Sandy (4:35), Remember When the Music – Reprise (3:50)
- Katalognummer: Boardwalk Entertainment 26 16 001

## Diskografie

### Studioalben
| Jahr | Titel                       | Höchstplatzierung, Gesamtwochen, AuszeichnungChartsChartplatzierungen (Jahr, Titel, Platzierungen, Wochen, Auszeichnungen, Anmerkungen) | Anmerkungen                                       |
| Jahr | Titel                       | US | Anmerkungen                                       |
| ---- | --------------------------- | --- | ------------------------------------------------- |
| 1972 | Heads & Tales               | US60 Gold · (27 Wo.)US | Erstveröffentlichung: 11. März 1972               |
| 1972 | Sniper and Other Love Songs | US160 (8 Wo.)US | Erstveröffentlichung: Oktober 1972                |
| 1973 | Short Stories               | US61 (23 Wo.)US | Erstveröffentlichung: 1. Dezember 1973            |
| 1974 | Verities & Balderdash       | US4 Gold · (33 Wo.)US | Erstveröffentlichung: 24. August 1974             |
| 1975 | Portrait Gallery            | US53 (8 Wo.)US | Erstveröffentlichung: 27. September 1975          |
| 1976 | On the Road to Kingdom Come | US87 (6 Wo.)US | Erstveröffentlichung: 23. Oktober 1976            |
| 1977 | Dance Band on the Titanic   | US58 (10 Wo.)US | Erstveröffentlichung: 10. September 1977          |
| 1978 | Living Room Suite           | US133 (8 Wo.)US | Erstveröffentlichung: 10. September 1978          |
| 1980 | Sequel                      | US58 (15 Wo.)US | Erstveröffentlichung: März 1980                   |
| 1988 | The Last Protest Singer     | — | Erstveröffentlichung: 1988 posthum veröffentlicht |

### Livealben
| Jahr | Titel                                                    | Höchstplatzierung, Gesamtwochen, AuszeichnungChartsChartplatzierungen (Jahr, Titel, Platzierungen, Wochen, Auszeichnungen, Anmerkungen) | Anmerkungen                          |
| Jahr | Titel                                                    | US | Anmerkungen                          |
| ---- | -------------------------------------------------------- | --- | ------------------------------------ |
| 1976 | Greatest Stories – Live                                  | US48 ×2Doppelplatin · (19 Wo.)US | Erstveröffentlichung: 23. April 1976 |
| 1979 | Legends of the Lost and Found: New Greatest Stories Live | US163 (3 Wo.)US | Erstveröffentlichung: November 1979  |

### Kompilationen
- 1985: Anthology of Harry Chapin
- 1987: Remember When the Music
- 1988: Gold Medal Collection (US: Platin)
- 1998: The Bottom Line Encore Collection
- 1999: Story of a Life
- 1999: Storyteller
- 2000: Onwards and Upwards
- 2001: VH1 Behind the Music: The Harry Chapin Collection
- 2002: The Essentials
- 2003: Classics
- 2006: Introducing... Harry Chapin
- 2019: The Singles A’s & B’s

### Singles
| Jahr | Titel                                               | Höchstplatzierung, Gesamtwochen, AuszeichnungChartplatzierungen (Jahr, Titel, Platzierungen, Wochen, Auszeichnungen, Anmerkungen) | Höchstplatzierung, Gesamtwochen, AuszeichnungChartplatzierungen (Jahr, Titel, Platzierungen, Wochen, Auszeichnungen, Anmerkungen) | Anmerkungen                         |
| Jahr | Titel                                               | UK | US | Anmerkungen                         |
| ---- | --------------------------------------------------- | --- | --- | ----------------------------------- |
| 1972 | Taxi Heads & Tales                                  | — | US24 (16 Wo.)US | Erstveröffentlichung: März 1972     |
| 1972 | Sunday Morning Sunshine Sniper and Other Love Songs | — | US75 (6 Wo.)US | Erstveröffentlichung: Oktober 1972  |
| 1973 | W.O.L.D Short Stories                               | UK34 (5 Wo.)UK | US36 (13 Wo.)US | Erstveröffentlichung: Dezember 1973 |
| 1974 | I Wanna Learn a Love Song Verities & Balderdash     | — | US44 (9 Wo.)US | Erstveröffentlichung: August 1974   |
| 1974 | Cat’s in the Cradle Verities & Balderdash           | — | US1 ×2Doppelplatin · (19 Wo.)US                                                                                                   | Erstveröffentlichung: August 1974   |
| 1976 | Better Place to Be (Live) Greatest Stories – Live   | — | US86 (3 Wo.)US | Erstveröffentlichung: April 1976    |
| 1980 | Sequel                                              | — | US23 (14 Wo.)US | Erstveröffentlichung: Oktober 1980  |

Weitere Singles
- 1972: Could You Put Your Light On, Please
- 1972: Better Place to Be
- 1974: What Made America Famous?
- 1975: Dreams Go By
- 1977: Dance Band on the Titanic
- 1978: Flowers Are Red
- 1980: Remember When The Music
- 1980: Story of a Life